# Polyvision

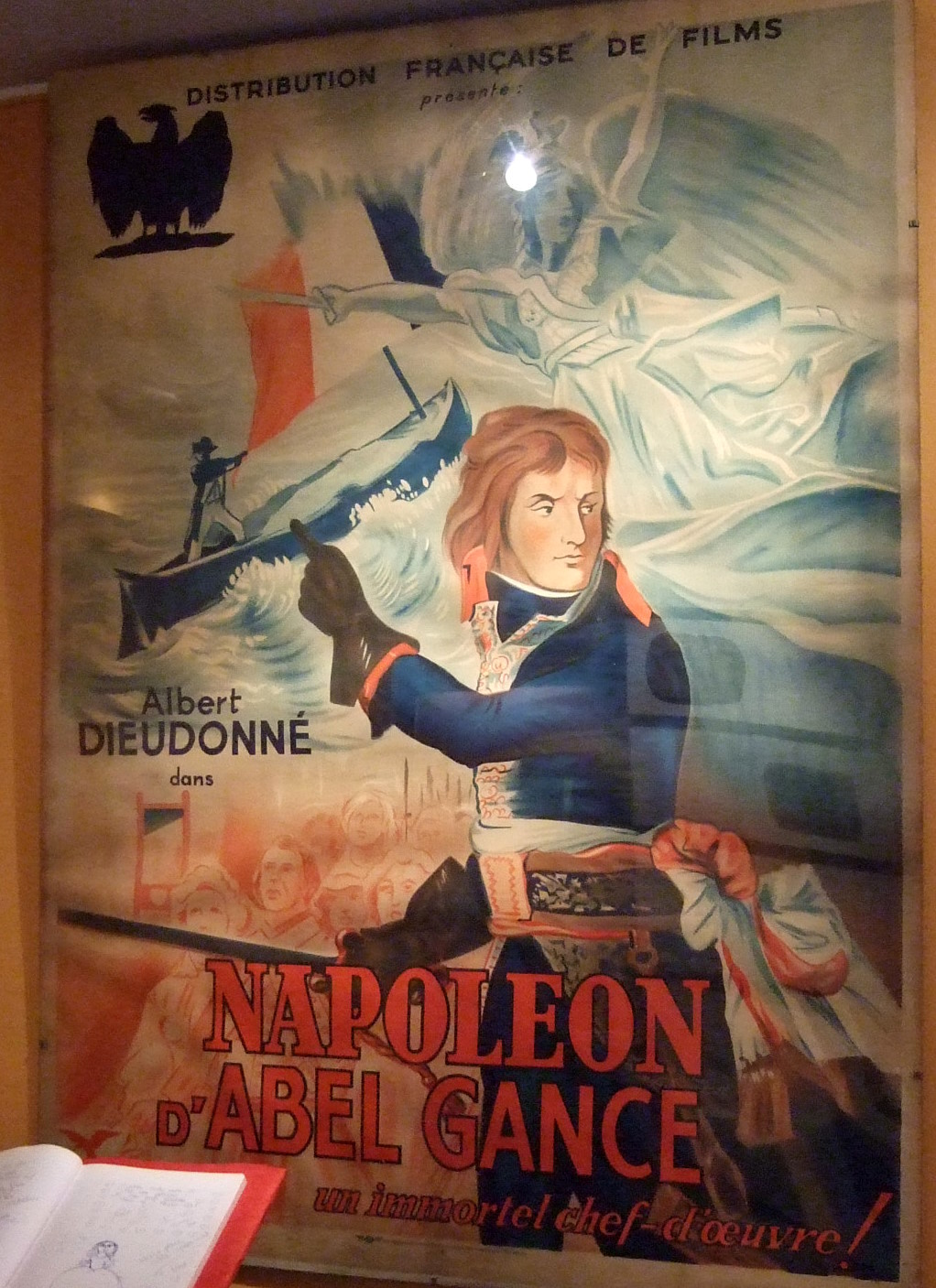
Cartell de Napoleó (1927) d'Abel Gance, el primer film que utilitzà el sistema Polyvision.

La Polyvision és un format cinematogràfic espectacular, que pretén que l'espectador se submergeixi en la història que explica el film (semblant al Cinerama), inventat per Abel Gance per la seva pel·lícula Napoleó (1927). Aquest sistema es basa en la projecció simultània de tres fragments de pel·lícula mitjançant tres projectors diferents que emetien tres imatges juxtaposades sobre una pantalla horitzontal de grans dimensions. Cap al final del film Napoleó, quan la història assoleix el seu clímax, es pot veure la utilització d'aquesta tècnica, la qual crea un muntatge metafòric gràcies a la ja mencionada juxtaposició d'imatges expandides.
Aquest innovador i radical mètode captà l'atenció dels magnats de Hollywood dels anys 20, i molt aviat diverses productores cinematogràfiques començaren a desenvolupar els seus propis formats espectaculars: Fox va desenvolupar el mètode Grandeur, Paramount el Natural Vision, i Warner Brothers el procés Vitascope. Tots aquests mètodes consistien en projeccions de gran format que permetien augmentar la mida i la qualitat de les imatges cinematogràfiques. De tota manera, els alts costos que suposaven i els pocs beneficis obtinguts varen fer que s'abandonessin aquestes tècniques ràpidament.
La tècnica del tríptic Polyvision va ser anomenada d'aquesta manera pel crític cinematogràfic Émile Vuillermoz. Aquest mètode va constituir el cim de la carrera cinematogràfica d'Abel Gance, ja que aquest sistema, a diferència del Cinerama (on tres o quatre projectors projectaven imatges que juntes resultaven en una sola imatge contínua), no consistia exclusivament a engrandir les imatges projectades, sinó que es projectaven tres fragments de pel·lícula diferents que donaven com a resultat una imatge central principal i unes altres dues imatges a banda i banda que ajudaven a comprendre el significat metafòric de la projecció central. Segons Gance, aquest mètode creava una nova dimensió del visionat de films.

## Història

### ElNapoleód'Abel Gance
El mateix Gance utilitzava l'analogia Polifonia- Polyvision per explicar la tècnica cinematogràfica: en el segle XIV l'art de la música es transformà, puix es començaren a introduir melodies on els sons es juxtaposaven. Aquestes noves melodies varen fer que la música esdevingués un art de categoria major. Gance comentava que el mateix passaria amb el mètode de la Polyvision: l'espectacularitat i complexitat de les projeccions farien que el públic fos més afí a aquest tipus d'espectacle que no pas als films convencionals.
De tota manera, el director no va concebre la Polyvision com una evolució de la Polifonia, sinó que la seva creació sorgí d'una reflexió purament cinematogràfica. Gance volia presentar les escenes de lluita i clímax final de Napoleó de manera que impressionessin al públic: els nombrosos figurants, accions i terreny de rodatge eren prou extensos per construir un muntatge d'imatges simultànies. Per tal d'evocar una sensació de grandiloqüència, Gance pensà a augmentar el camp visual de l'espectador mitjançant el tríptic de projeccions de la Polyvision, presentant en un primer moment una imatge central de Napoleó i algunes projeccions de les batalles i l'exèrcit a banda i banda.

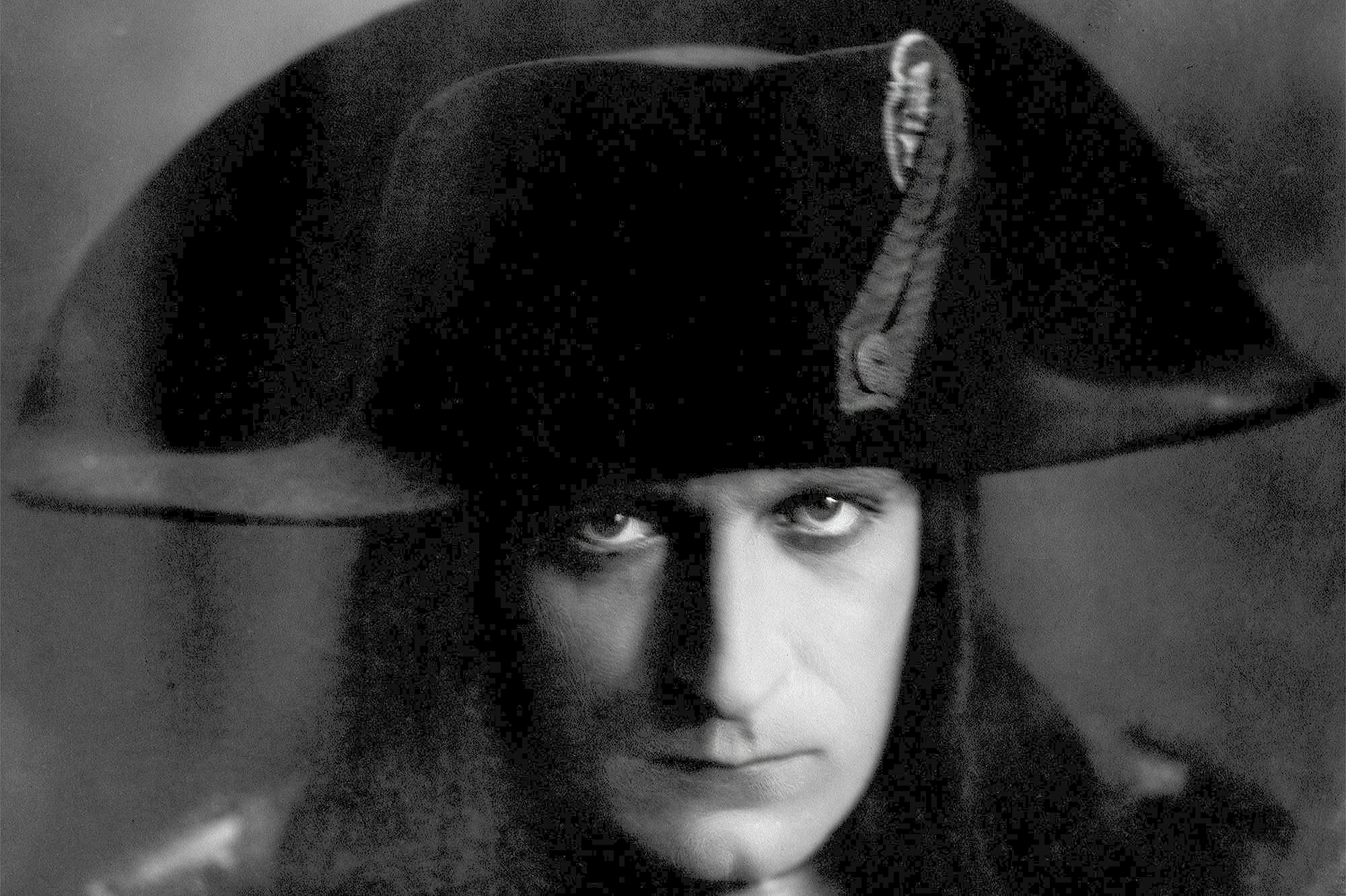
Albert Dieudonné interpretant a Napoleó Bonaparte en el film d'Abel Gance. En el tríptic, la imatge de Napoleó era la central, i estava acompanyada principalment per imatges de Josefina i els soldats.

Les càmeres per aconseguir l'efecte del tríptic varen ser construïdes per André Debrie especialment per Gance. Varen arribar el mateix dia del rodatge i, per tant, les escenes es varen filmar sense haver fet cap prova. Aquestes càmeres funcionaven mitjançant motors sincronitzats, i es muntaven de manera vertical, una a sobre l'altra. Tal era l'efecte de grandesa que volia crear que, en un primer moment, les escenes de Polyvision de Napoleó varen ser filmades en 3D i en color, a més a més d'amb Polyvision. Les mateixes escenes que es filmaven amb les càmeres de Debrie, s'estaven filmant simultàniament amb una altra càmera que produïa l'efecte 3D. El mateix es va fer amb algunes escenes filmades experimentalment amb color. Cal dir, però, que Gance va refusar a l'últim moment d'introduir les escenes en 3D i en color defensant que, amb tants efectes, el públic no se centraria en el contingut del film, i que aquest tindria molt menys ritme.
Pel que fa a la Polyvision, en un primer moment Gance no va poder previsualitzar la pel·lícula amb aquesta tècnica, ja que es necessitaven tres projectors, sinó que va visualitzar cada fragment del tríptic de manera individual. Sense cap mecanisme d'edició, varen caldre set mesos per arribar al muntatge final del fragment de pel·lícula rodat en Polyvision, observant com es relacionaven les imatges dels negatius per construir l'escena. Després d'un temps, Gance aconseguí tres projectors Pathé i pogué, per primera vegada, visualitzar el film amb la tècnica Polyvision. Aclaparat per l'efecte panoràmic i d'accions simultànies que aquesta tècnica proporcionava, decidí finalment incorporar l'escena al muntatge final del film.
Grance pensà a promoure la Polyvision dient que els films rodats amb aquesta tècnica oferirien dues possibilitats de visualització: una per cinemes especialitzats i equipats amb sistemes de triple projecció i pantalla panoràmica, i l'altre per pantalles de mida ordinària, per l'explotació i difusió massiva. Gance veié en aquesta possibilitat d'efectuar dues versions un avantatge notable sobre el Cinerama, el qual desaparegué progressivament pel fet que els films fets amb aquesta tècnica només es podien visualitzar en sales amb un equipament especialitzat. Tant el Cinerama com la Polyvision utilitzaven tres projectors, tot i que els seus objectius i finalitats eren diferents. Com s'ha comentat anteriorment, el Cinerama utilitzava els projectors per aconseguir una sola imatge engrandida, mentre que la Polyvision era una tècnica basada en els tríptics. De tota manera, hi hagué un fet comú que les feu desaparèixer les dues tècniques: la dificultat d'alinear els projectors i les imatges en pantalla, a més a més de la seva complicació tècnica i de distribució.
Tècnicament, els tres projectors sincronitzats eren instal·lats al cinema que projectava el film de manera horitzontal (a diferència de les càmeres de rodatge, les quals es disposaven verticalment), força a prop els uns dels altres. Els eixos òptics d'aquests tres dispositius no es creuaven i, per tant, era difícil projectar les imatges en una pantalla panoràmica còncava (com aquelles que s'utilitzarien més tard en el Cinerama i el Kinopanorama), on el projector de la dreta projectava la imatge a la part esquerra de la pantalla, i el projector esquerre projectava les imatges a la part dreta (el dispositiu central projectava les imatges al mig de la pantalla). D'altra banda, la projecció de les escenes del tríptic en pantalles planes resultava molt més fàcil, ja que la situació dels projectors es corresponia amb la part de la pantalla en la qual projectaven la imatge.
Posteriorment, la productora Metro Goldwyn-Mayer decidí comprar-li a Gance la tècnica per apartar-la del mercat (la productora pensà que si la tècnica tenia èxit, el negoci cinematogràfic es complicaria molt, i caldria una gran suma de diners per equipar les sales de projecció amb tres projectors i pantalles panoràmiques). Fins i tot, la mateixa productora es va oposar a construir un cinema equipat amb el sistema Polyvision. La difusió del film va ser pràcticament nul·la i el tríptic es va projectar amb un sol carret i projector, no amb tres com inicialment va ésser concebut. Això va fer que les imatges es veiessin extremadament petites i que, en conseqüència, molts cinemes es neguessin a exhibir el film, defensant que era només una mostra de cinema amateur de baixa qualitat.

### Després deNapoleó
Posteriorment, Abel Gance va crear dos curtmetratges rodats amb la tècnica Polyvision l'any 1928: Cristaux i Marines. El director intentà fer reviure la Polyvision, i l'any 1956 ell i l'escritora i cineasta Nelly Kaplan varen fer una compliació de diversos curtmetratges rodats amb aquesta tècnica (inclosa l'escena del tríptic de Napoleó) anomenada Magirama. Tot i que en un primer moment la compliació fou exitosa, la crítica la qualificà d' "estàtica" i "avorrida", comentant que el Cinerama era una tècnica més innovadora. Gance seguí concebint la Polyvision com una tècnica que oferia nombroses possibilitats: la juxtaposició de les tres imatges projectades podia ser editada de qualsevol manera i, segons ell, era capaç de transmetre qualsevol missatge o idea a través del muntatge basat en el tríptic. De fet, la Polyvision és considerada pels experts com una tècnica avantguardista que, com creia Gance, oferia moltes possibilitats i que, si hagués proliferat, hauria enriquit en enorme mesura la narrativa cinematogràfica i els espectacles visuals.
Però com el Cinerama i les projeccions amb lents anamòrfiques com el CinemaScope, acabà desapareixent. Si bé abans s'ha comentat que la Polyvision desaparegué per la seva complexitat tècnica i de distribució, també fou a causa de l'arribada del so al cinema i de les depressions i crisis econòmiques que afectaren la població entre el final de la dècada dels 20 i durant la dècada dels 30. Avui en dia, directors com Stanley Kubrick o David Lean han intentat reviure aquest tipus de tècniques cinematogràfiques, tot i que els historiadors i experts encara esperen el cineasta que revisqui la Polyvision.

## Declaracions sobre la Polyvision
Abel Gance reivindicà els tríptics panoràmics com una reflexió purament cinematogràfica:
Quan estava fent Napoleó em vaig sentir com algú que estigués lligat de braços i volgués alliberar-se d'allò que l'oprimeix. Vaig pensar: "Com puc presentar aquestes escenes que la gent reconeix amb totalitat, que són molt nombroses i en les quals disposo d'un camp immens; ja que la llunyania de la imatge no transmetrà la sensació de longitud i espectacularitat que vull donar?"
I de sobte, bruscament, se m'acudí: "Si a més a més de la pantalla central tingués una pantalla a la dreta i una altra a l'esquerra, això engrandiria el camp visual i permetria tenir una imatge tres cops més gran que l'original, de manera que, per exemple, aconseguiria grans imatges panoràmiques dels soldats, que produirien un efecte molt més poderós que no pas una sola imatge de mida ordinària. Però la idea original que vaig tenir per la pantalla panoràmica fou una gran imatge central de Napoleó. En la sala de muntatge però, se'm va acudir la idea d'un tríptic on Napoleó estava al centre pensant quin seria el seu següent moviment, a la dreta una imatge dels seus soldats baixant una muntanya, i a l'esquerra, la mateixa imatge dels soldats però invertida. Això donava com a resultat una arquitectura d'imatges meravellosa, mostrant el somni de Napoleó sobre la construcció del seu imperi en l'Europa de l'època."
L'any 1926, Gance demanà a André Debrie fabricar un dispositiu amb tres càmeres sincronitzades per aconseguir la visió del tríptic panoràmic i les imatges úniques panoràmiques. El mateix any, la casa Debrie escrigué a Gance sobre una sèrie de complicacions tècniques del format Polyvision:
Estem compromesos a dir que, en aquest moment, la dificultat la presentarà la projecció, ja que la juxtaposició de les 3 imatges no podrà ser completament invisible, o almenys, no podem garantir-ho. Així, encara que utilitzem projectors Pathé, és comprensible que la manca de fixesa de cada dispositiu, invisible en una sola projecció d'imatges, serà doble pel fet d'haver de projectar tres imatges a la vegada.
D'altra banda, cada imatge haurà d'estar fotografiada de manera que se superposi lleugerament al fotograma consecutiu. Amb pantalles de degradació, juntament amb els projectors, s'intentarà fusionar les imatges projectades de la manera més perfecta possible.
Abel Gance va patentar la Polyvision l'any 1926, però sense comptar amb la patent dels mitjans tècnics per aconseguir l'efecte. En el document de la patent es varen esmentar molt breument dos dels aspectes més importants de la Polyvision:
... les imatges poden ser connectades amb exactitud si es vol mostrar una única imatge panoràmica, o bé es poden separar en cas que es vulguin mostrar tres imatges clarament diferenciades.
Aquests efectes s'aconseguiran amb la utilització de diversos objectius o amb un objectiu múltiple, en projectors normals i/o especials. Aquests objectius correspondran cada un a una tira de pel·lícula, que se sincronitzaran en la projecció. Els objectius també podran reproduir les imatges en una sola pel·lícula, la qual tindrà unes dimensions diferents de les estàndard.
Gance remarcà la importància de la presentació i projecció de Napoleó als cinemes:
Durant l'escena de l'exèrcit italià, s'obriran dues cortines sobtadament, una cap a la dreta, i l'altra cap a l'esquerra, desemmascarant les pantalles auxiliars dels costats sense interrompre la projecció. A continuació, com si tres vàlvules d'una màquina s'obrissin, es precipitarà a l'audiència cap al torrent d'imatges més ric i vehement que s'ha vist mai [referint-se a les imatges panoràmiques dels tríptics].
El director estava convençut de l'eficàcia dels efectes de simetria i inversió de les imatges entre les dues pantalles laterals i tornà a utilitzar aquests efectes l'any 1956 en el seu recull Magirama. Va explicar de manera intuïtiva, creativa i intel·lectual el procés, però no de manera massa clara:
Les possibilitats de la Polyvision són moltes, entre elles la inversió de les imatges laterals correspon a la rima en la poesia. L'arquitectura de les inversions es correspon amb l'ordre de les columnes d'un temple grec. L'esperit d'aquest efecte es refugia en una construcció visual equilibrada que és un pont entre la realitat i l'abstracció. Les imatges invertides i simètriques tenen aquest poder màgic de portar cap a una aritmètica transcendental les ones de poesia que posseeix tota obra d'art.
Tot i que hi varen haver diverses opinions sobre Napoleó entre la crítica cinematogràfica, la majoria de crítics varen elogiar la Polyvision i els tríptics com una manera innovadora i radical de fer cinema, amb originalitat i passió, tot i que alguns criticaren la repetició dels motius. Algunes de les crítiques més cèlebres varen ser:
"Per primera vegada, hem vist amb curiositat què era la triple pantalla. Mai s'havia arribat a l'escala èpica d'aquesta innovació tècnica. Totes les escenes relacionades amb la batalla de Toló, la Revolució i la campanya d'Itàlia s'han fet amb aquesta tècnica, i cal remarcar que l'espectador no les hagués pogut suportar si s'haguessin rodat mediocrement. Quin efecte! Quines possibilitats!" - J.L. Croze
"L'efecte de les tres pantalles constitueix un xoc fresc i inoblidable entre les batalles i els camps, on es confonen en un mateix vòrtex l'ambient mediterrani i la tempesta de la fúria política, i la vista dels Cordeliers recordaran el rugit del lleó popular i les cançons revolucionàries, transportant a l'espectador a aquests mons, malgrat que hi hagi algunes repeticions." - Jean Moncla
"Hi ha dues coses summament destacables en aquest film: els tríptics i els incomparables paisatges que adornen les escenes, com si fossin quadres o pintures. Tot s'ha dit sobre el caràcter tècnic de la sincronització de les tres pantalles, d'un rigor matemàtic, per aconseguir les imatges perfectament juxtaposades. L'efecte, projectat en la pantalla gran del cinema, és formidable. Hem pogut veure, gràcies a una enginyosa combinació de tres punts de vista i de sobreimpressions, la tempesta de la passió revolucionària i com Bonaparte havia de servir a França" - Revista Cinéma
"La pantalla triple és una gran victòria de l'escriptura cinematogràfica. […] De tota manera, el que he après amb Napoléo és que s'ha utilitzat una tècnica precursora. Els dispositius s'han desenvolupat massa tard per poder ésser utilitzats lliurement, com hauria d'haver estat. No obstant això, veiem en aquesta pel·lícula que la prova definitiva està feta. Hi ha un element de polifonia i de polirítmia extremadament valuós, que pot modificar la nostra concepció tradicional de l'harmonia visual. […] De tota manera, la repetició constant del mateix patró no és la millor utilització d'aquesta tècnica." - Émile Vuillermoz
Tot i que els tríptics varen ser gairebé unànimement elogiats per la crítica, alguns especialistes, com per exemple el periodista Jean Prévost, no hi varen estar d'acord. Prévost ho va mostrar així l'any 1927:
No sé si aquesta innovació, que sorprèn per la magintud dels seus efectes, podrà convertir-se en una pràctica que pugui ser adoptada a tot arreu. Cal distingir els terrenys de treball pels quals s'ha mogut Gance. Els tríptics, on cadascuna de les tres pantalles mostra una imatge diferent, no fatiga els ulls, però sí l'esperit. Em sembla destacable que Gance hagi volgut adaptar un efecte pictòric al cinema, però davant tres taules que formen un tríptic, l'espectador vol mirar cadascuna per separat i després allunyar-se'n per contemplar l'efecte global. El cinema no ens deixa temps perquè puguem mirar amb atenció les imatges. Les sobreimpressions, les quals el Senyor Gance ha utilitzat meravellosament, tendeixen a un mateix fi i són més fàcils de combinar amb l'acció principal. En canvi, els tríptics, en els quals també s'ha intentat que les tres imatges tendissin a un mateix objectiu, tot i tenir un efecte potent no aconsegueixen l'efecte que s'hagués pogut aconseguir projectant una sola imatge engrandida, que ocupés tot l'espai de la pantalla. De fet, la pantalla, per no distorsionar les imatges, no ha de ser plana, sinó còncava, cosa que encara complica més la projecció de les imatges juxtaposades.
Quan Abel Gance i Nelly Kaplan presentaren a l'Studio 28 el recull de curts Magirama, es pogué llegir en l'article Des primitifs italiens au cinéma de l'avenir, de Philippe Soupault:
Deixant de banda aquest petit teatre/cinema que una vegada va ser gloriós perquè els seus directors van tenir la gosadia de presentar les primeres pel·lícules que conformaren la història del cinema, no podia deixar de fer una conciliació entre les tècniques de dos grans artistes dels quals admiro profundament el seu enginy, audàcia i coratge intel·lectual: Paolo Uccello i Abel Gance.
Els descobriments d'Uccello i el seu desig de dinamitzar l'art pictòric, juntament amb la seva obra més important: els tres panells de la Batalla de Sant Romà, els comparo amb els descobriments d'Abel Gance, el seu desig persistent de lliurar el cinema de la rutina en la qual ha caigut, i la seva magistral obra, anomenada Polyvision.